# 2065 Spicer
2065 Spicer este un asteroid din centura principală, descoperit pe 9 septembrie 1959 de Goethe Link Obs..